# Osiedle Rzeczypospolitej (obszar SIM)
Osiedle Rzeczypospolitej – jednostka obszarowa miasta utworzona w 2008 roku dla potrzeb Systemu Informacji Miejskiej (SIM) i obejmująca większy fragment osiedla Rzeczypospolitej w Poznaniu. Jednostka obszarowa nie jest formalnym osiedlem. Znajduje się na terenie osiedla samorządowego Rataje.

## Obszar
Wedle Systemu Informacji Miejskiej jednostka obszarowa Osiedle Rzeczypospolitej znajduje się w granicach:
- od wschodu: Park Rataje;
- od południa: ulicą Kruczą do skrzyżowania z ulicą Ludwika Zamenhofa;
- od zachodu: ulicą Ludwika Zamenhofa na odcinku krzyżówki z ulicą Kruczą do skrzyżowania z ulicą Jastrzębią,
- od północy: ulicą Jastrzębią od krzyżówki z ulicą Ludwika Zamenhofa i dalej do parku Rataje[2].